# Tečni prirodni gas
Tečni zemni gas ili tečni prirodni gas, je jedan od oblika u koje se, radi lakšeg transporta, pretvara zemni gas. Osim TPG koristi se i oznaka LNG, prema engleskom nazivu liquefied natural gas („tečni prirodni gas”).

## Svojstva
Osim parametara koji su kontrolisani (temperatura je ispod -160 °C, pritisak mora biti manji od 2,5 bara, gustina se kreće u rasponu 410÷500 kg/m³ - u zavisnosti od pritiska, temperature i sastava), ostala svojstva su ista kao kod zemnog gasa.
Pošto se procesom čišćenja odstranjuju razne primese, sastav TPG je homogeniji nego običnog, pa tako metan čini 90÷100% TPG.

## Utečnjavanje
Da bi bio utečnjen (doveden u tečno stanje), on se prečišćava (odstranjuju se mehaničke nečistoće, helijum i komponente koje mogu izazvati probleme na niskim temperaturama - npr. voda i teški ugljovodonici), a zatim se na približno atmosferskom pritisku rashlađuje na oko -163 °C i time kondenzuje. Njegovim pretvaranjem u tečnost zapremina mu se smanjuje 614 puta u odnosu na zapreminu pri normalnim uslovima. 
Prevođenje u tečno stanje je relativno opasan i energetski vrlo zahtevan proces. Zemni gas, koji posle nafte sadrži najviše energije i ima najveću toplotnu moć, prevođenjem u tečno stanje gubi ovu prednost i njegov ukupni energetski bilans znatno opada.

## Skladištenje
Temperatura TPG-a se mora održavati na temperaturama ispod njegove tačke ključanja (-161,5 °C), tako da ja za njegovo skladištenje potrebna infrastruktura koja obezbeđuje potrebno hlađenje rezervoarima.
Maksimalni transportni pritisak je 250kPa (2,5bar).

## Primena
TPG se u tom obliku 'koristi' uglavnom samo za transport (i to specijalnim hlađenim TPG tankerima, eventualno drumskim autocisternama) i skladištenje (takođe u hlađenim rezervoarima). Praktično, on omogućava transport zemnog gasa (TPG tankerima, kao zamenom za gasovode), tamo gde gasovoda nema (ili bi bili neisplativi).
Izuzetno se TPG koristi i za pokretanje automobila (po pravilu teških vozila), mada se zbog niza tehničkih prednosti prirodni gas na vozilima daleko najčešće koristi u komprimovanom stanju. (Za primenu zemnog gasa na vozilima -> KPG).
Najveći uvoznik LNG-a u EU je Španija, gde se LNG dovozi LNG tankerima - tzv. metanizerima.

## TPG-terminal
LNG-terminal je pogon (terminal) za hlađenje zemnog plina u tečnom stanju, odnosno njegovo utečnjavanje i obratno.
Zemni gas se hladi na temperaturu ispod -161,5 °C, tj. ispod njegove tačke ključanja, kada on prelazi u tečnost. Tako ohlađen, prevozi se (u tečnom stanju) metanizerima (brodovima-hladnjačama) do prijemnih TPG-terminala, gdje ga se opet pretvara u gas.
Od najvećih TPG-terminala na svetu, treba spomenuti 3 terminala u Španiji, a u Italiji, u Brindisiju se gradi TPG-terminal kapaciteta 8 mlrd kubika godišnje. Gradnja bi trebalo da bude dovršena 2008. godine.

## TPG-tanker
TPG-tanker (metanizer) je vrsta trgovačkog broda namenjenog za prevoz KPG, odnosno metana. Saobraća između TPG-terminala.
Brod metanizer srednje veličine ima 125 000 kubnih metara tekućeg gasa, odnosno nosi oko 52.500 tona (uz gustinu od 422 kg/m3).

### Istorija
Prvi TPG tanker Methane Princess je počeo s radom 1964. godine, a isečen je u 1998. Do kraja 2005. godine napravljena su ukupno 203 TPG broda, a od svih njih samo 10 je isečeno u staro gvožđe.

### Podela TPG-tankera prema konstrukciji
- samonoseća konstrukcija – rezervoari nisu deo brodskog trupa, ne prenose sile na njega i ne utiču na njegovu čvrstoću.
- konstrukcija sa membranom – rezervoari nisu samonoseći i opterećenjem utiču na čvrstoću brodskog trupa. Višestruke membrane kompenzuju toplotne dilatacije nastale prevozom tereta.

Danas su se u eksploataciji zadržale sledeće četiri konstrukcije rezervoara:
1. konstrukcije sa samonosećim sferičnim rezervoarima (Moss Rosenberg )
2. Gaz Transport membranski konstrukcije
3. Tehnigaz membranske konstrukcije
4. konstrukcije sa samonosećim prizmatičnim rezervoarima

### Poređenje membranske i samonoseće konstrukcije
Kod membranskog sistema je bolje iskorišćen prostor, pa za isti kapacitet ima manje dimenzije. Sferični sistem, zbog manje površine, ima manje izolacije, ali je ukupna težina veća zbog težine cilindričnih nosača. Zbog posrednog spoja sa oplatom zaštićeni su od sudara i nasukavanja. 
Najveća prednost sferičnih i prizmatičnih spremnika je što se izrađuju nezavisno od trupa broda, na odvojenoj lokaciji i ugrađuju kod visoke gotovosti broda, čime se osigurava bolji nadzor kvaliteta izrade i kraće rokove isporuke. 
Prednosti samonosećih sferičnih rezervoara:
manji rizik kod sudara i nasukavanja
bolja mogućnost kontrole i bolji uslovi izrade
punjenje bez ograničenja visine
bolja mogućnost sakupljanja isparenog gasa
Prednosti membranskih rezervoara:
manje dimenzije za isti kapacitet
manja propulzijska snaga
manje nadvođe
Samonoseći sistemi sa prizmatičnim rezervoarima imaju sve spomenute prednosti.

### Materijali u LNG industriji

#### Materijali za izradu delova sistema
Materijali koji se koriste za izradu TPG postrojenja biraju se na osnovu svoje postojanosti na temperaturama od -162 °C. Čelik se zbog svoje krtosti obogaćuje sa elementima koji mu poboljšavaju svojstva, kao što su aluminijum, bakar, austenitno gvožđe, hrom, nikl, kobalt...
Materijali sa udelom aluminijuma, bakra i nikla su:
monel (Ni 70, Cu 30 )
inconel (NI 78, Cr 15, Fe 7 )
aluminijum (Al 99,8 )
AG4MC (Al 95, Mg 4, Mn 0,4, Cr 0,2 )
bakar-aluminijum (Cu 91, Al 9 )
bakar-nikl (Cu 70, Ni 30 )
Austenitni čelici koji se koriste na instalacijama kriogenskih rashladnih sistema su:
inoks 18/8 (Cr 18, Ni 8 )
invar (Ni 36 )
9 postotni nikl čelik

#### Izolacioni materijali
Osnovni zadatak izolacije kod TPG postrojenja je da spreči niske temperature na dvostrukoj oplati broda i da smanji isparavanje tereta. 
Materijali koji se koriste na TPG postrojenjima su:
mineralni (azbest, staklena vuna, mineralna vuna i perlit)
organski (vuna, pamuk, pluto i filc)
sintetički (PVC, polistirol, ekspandirana poliuretanska pena)

### Operacije rukovanja teretom
Operacije koje se izvode na TPG tankerima su:
inertiranje rezervoara
tlačenje rezervoara gasom
hlađenje cevovoda i rezervoara
utovar tereta
razvod plina prema kotlovima ili dizel motorima i turbinama, ili sagorevanje u atmosferi ili ponovno utečnjavanje
istovar
grejanje rezervoara
ventilacija gasa u vazduh
razvod azota

### Relikvefakcija (ponovno utečnjavanje isparenog gasa)
Sistem relikvefakcije ili ponovnog utečnjavanja zasniva se na kriogenskom rashladnom principu gde se koristi azot (N) za postizanje temperatura ispod tačke ključanja metana (-161,5 °C). Kriogenička temperatura utečnjavanja metana postiže se zatvorenim ciklusima kompresije i ekspanzije azota u gasovitom stanju (temperatura tačke ključanja azota je oko -190 °C).

### Predviđanja
Porast LNG flote je stalan i možemo je slobodno nazvati flotom bliže budućnosti. Presudnim faktorom za tu tvrdnju biće cena nafte koja će nezaustavljivo rasti.
Drugi razlog je ekološki prihvatljiv sastav izduvnih gasova, zbog manje emisije CO2 u atmosferu. Promeniće se i psihološki pristup prema gasu i brodovima takvog tipa kao opasnom teretu. Činjenica je da su TPG tankeri kvalitetno izrađeni i održavani. Možemo i danas videti tankere porinute 70-ih godina prošlog veka. Umesto današnjih 150.000 m³ kapaciteta, planira se izgradnja tankera od 250.000 m³, što se može uporediti sa Aframax tankerima i sa Cape size brodovima za prevoz rasutog tereta, ali sa većom ekonomičnom brzinom (20 čv. ). Takvi brodovi zahtevaju porivnu snagu od 30-50 MW, što još više govori u prilog dizelskog porivnog postrojenja.

## Spoljašnje veze
- LNG carriers on order or under construction